# Selecció russa de corfbol
La selecció russa de corfbol és dirigida per la Russian Korfball Federation (RKF) i representa Rússia a les competicions internacionals de corfbol. Es va fundar l'any 1997.

## Història
| Campionat del Món |                       |                        |               |
| Any               | Campionat             | Seu                    | Classificació |
| 2007              | 8è Campionat del Món  | Brno (República Txeca) | 6a plaça      |
| 2011              | 9è Campionat del Món  | Shaoxing (Xina)        | 6a plaça      |
| 2015              | 10è Campionat del Món | Anvers (Bèlgica)       | 8a plaça      |

| World Games |                 |                    |               |
| Any         | Campionat       | Seu                | Classificació |
| 2009        | 8ns World Games | Kaohsiung (Taiwan) | 4a plaça      |
| 2009        | 9ns World Games | Cali (Colòmbia)    | 6a plaça      |

| Campionat d'Europa |                       |                    |               |
| Any                | Campionat             | Seu                | Classificació |
| 2006               | 3r Campionat d'Europa | Budapest (Hongria) | 7a plaça      |
| 2010               | 4t Campionat d'Europa | Països Baixos      | 8a plaça      |
| 2014               | 5è Campionat d'Europa | Portugal           | 6a plaça      |
| 2016               | 6è Campionat d'Europa | Països Baixos      | 8a plaça      |

| European Bowl |                  |                      |               |
| Any           | Campionat        | Seu                  | Classificació |
| 2005          | 1a European Bowl | Terrassa (Catalunya) | 2a plaça      |